# Корсун, Николай Николаевич
Николай Николаевич Корсу́н (1910—1973) — советский инженер.

## Биография
Отец — Корсун, Николай Георгиевич (1876—1958) — доктор военных наук, профессор, генерал-лейтенант. Мать — Корсун Юлия Потаповна (1879—1946) — народный учитель РСФСР.
В 1928—1973 годах работал на Московском трансформаторном заводе (МТЗ) в отделе главного конструктора, специалист по расчётам.
Похоронен в Москве на Введенском кладбище (2 уч.).

## Награды и премии
- Сталинская премия третьей степени (1948) — за разработку конструкций мощных выпрямительных трансформаторов.